# آدم بروك
آدم بروك (بالإنجليزية: Adam Brook)‏ هو جراح صدر أمريكي في مركز سانت جوزيف الطبي في نيويورك.

## سيرته الذاتية
حصل الدكتور بروك على درجة البكالوريوس من جامعة هارفارد، ثم حصل على الدكتوراه من كلية الطب بجامعة هارفارد. حصل بروك على الدكتوراه في علم الوراثة من كلية هارفارد العليا للفنون والعلوم. أكمل بروك أبحاث الدكتوراه في مختبر البروفيسور نيكولاس دايسون في مركز السرطان الخاص بمستشفى ماساتشوستس العام . أكمل بروك في وقت لاحق التدريب على جراحة القلب والصدر في مركز العلوم الصحية بجامعة تينيسي ثم عمل كمسجل متخصص في جراحة القلب في مؤسسة الصحة الوطنية في لندن، تحت إشراف السير ألان وود. يعمل بروك حاليًا جراحًا للصدر في مركز سانت جوزيف الطبية ووزارة شؤون المحاربين القدامى في نورثبوث بالمركز الطبي في نيويورك.

## عمله الأكاديمي
تخصص الدكتور بروك في علاج سرطان الرئة. وقد ركزت أبحاثه على الآليات الجزيئية للسرطنة وعلى العلاقات بين دورة الخلية ونموها. أظهر بروك أن عامل النسخ الخلوي E2F كان مطلوبًا لتنشيط التمايز في خلايا الثدييات وذبابة الفاكهة بعد الانقسام.
كما أجرى الدكتور بروك بحوثًا وبائية تدل على العلاقات المتبادلة بين تدخين السجائر والأمراض الرئوية والفقر.